# Kölner Stadt-Anzeiger
De Kölner Stadt-Anzeiger is het voornaamste dagblad van de Duitse stad Keulen. De krant had in 2021 een oplage van ruim 200.000 exemplaren. Uitgever is de DuMont Mediengruppe, die ook de beide andere plaatselijke kranten (de boulevardkrant Express en de Kölnische Rundschau) uitgeeft.
De krant voert sinds 1962 als ondertitel Kölnische Zeitung, een verwijzing naar de toonaangevende krant die tussen 1798 en 1945 in Keulen verscheen. Zelf was de Kölner Stadt-Anzeiger aanvankelijk een plaatselijke advertentiebijlage bij die krant. Het eerste nummer verscheen op 14 november 1876. De Britse bezetter verleende de Kölnische Zeitung na de Tweede Wereldoorlog geen verschijningslicentie. De Kölner Stadt-Anzeiger mocht vanaf oktober 1949 weer uitkomen.
De Kölner Stadt-Anzeiger verschijnt in verschillende plaatselijke edities in en rond Keulen. Kopbladen van de krant zijn de Leverkusener Anzeiger, de Rhein-Sieg-Anzeiger en de Oberbergische Anzeiger.